# سیارک ۳۸۲۳
سیارک ۳۸۲۳ (به انگلیسی: 3823 Yorii، نامگذاری:1988EC1) سه هزار و هشتصد و بیست و سومین سیارک کشف شده‌است که در ۱۰ مارس ۱۹۸۸ کشف شد.
قدر مطلق سیارک برابر ۱۲٫۶۰ است.